# Шарни (Златна обала)
Шарни (фр. Charny) насеље је и општина у источном делу централне Француске у региону Бургоња, у департману Златна обала која припада префектури Монбар.
По подацима из 2011. године у општини је живело 32 становника, а густина насељености је износила 4,1 становника/km². Општина се простире на површини од 7,8 km². Налази се на средњој надморској висини од 518 метара (максималној 567 m, а минималној 342 m).

## Демографија
| 1962. | 1968. | 1975. | 1982. | 1990. | 1999. | 2011. |
| ----- | ----- | ----- | ----- | ----- | ----- | ----- |
| 50    | 51    | 45    | 42    | 38    | 34    | 32    |

График промене броја становника у току последњих година